# Mulino dell'Albolafia
Il Mulino dell'Albolafia è una noria (o ruota idraulica) che si trova sul fiume Guadalquivir nel centro storico di Cordova nei pressi del Ponte romano e dell'Alcázar de los Reyes Cristianos.
Sebbene le sue origini esatte siano incerte, si ritiene che risalga al periodo della dominazione islamica e che avesse lo scopo di raccogliere e convogliare l'acqua del fiume in un acquedotto che forniva acqua alla città e al vicino Alcázar. L'Albolafia è uno dei mulini ad acqua storici di Cordova.

## Etimologia
Secondo lo studioso spagnolo Felix Hernández Giménez, il nome Albolafia era l'equivalente in arabo dell'augurio "buona fortuna" o "buona salute" e derivava da un architetto chiamato Abu l-Afiya che ristrutturò e migliorò la noria nel XII secolo. La parola noria, a sua volta, deriva dall'arabo nā'ūra (ناعورة), che deriva dal verbo arabo che significa "gemere" o "grugnire", in riferimento al suono che emetteva quando si girava.

## Storia

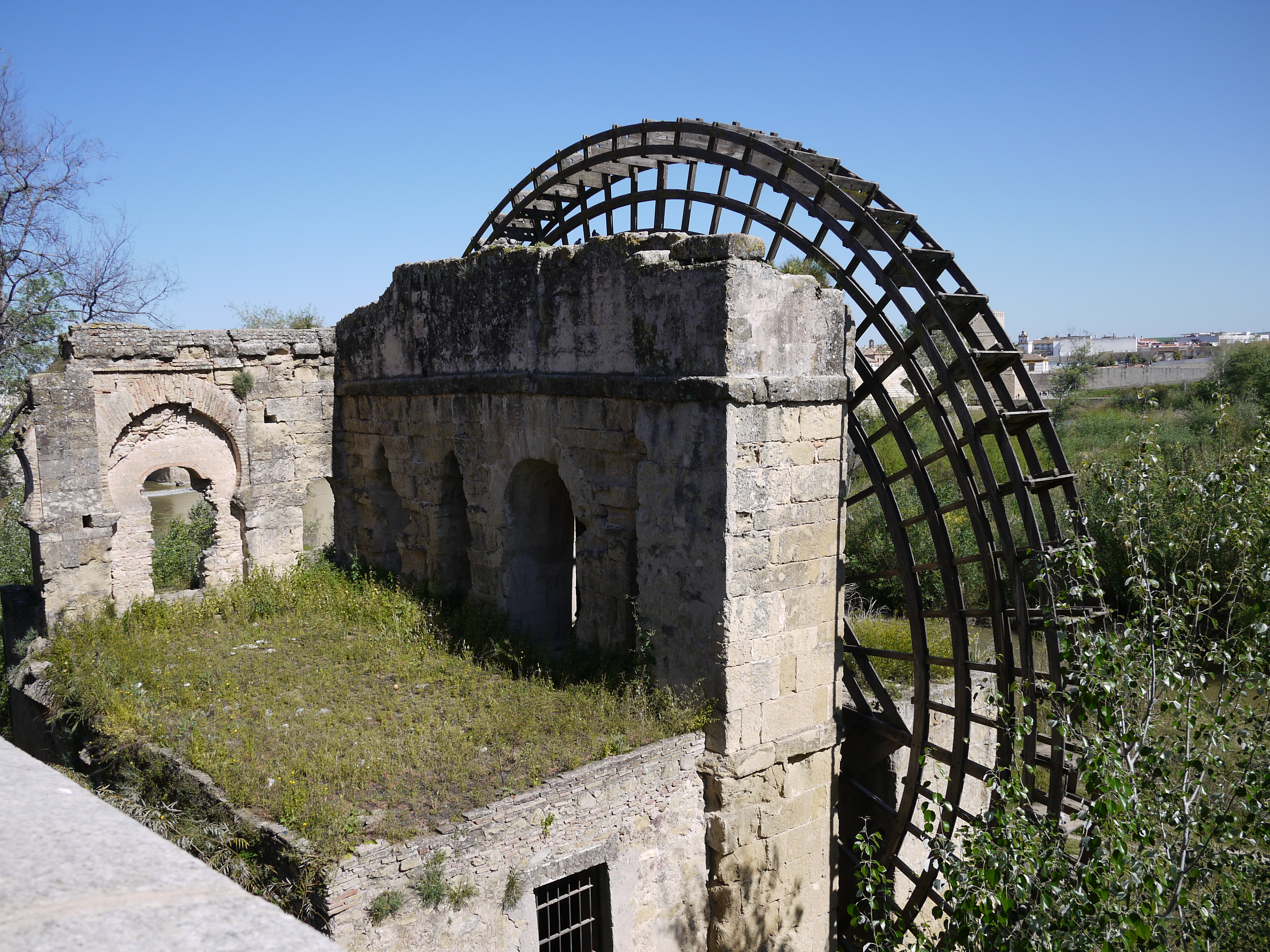
Veduta della noria dal lato della città: l'arco a ferro di cavallo alla sinistra è ciò che resta dell'acquedotto che portava l'acqua dalla ruota all'Alcázar.

Anche se è noto che le norie erano una caratteristica comune della tecnologia idraulica in gran parte del mondo storico islamico, le origini esatte della noria non sono certe e potrebbe avere fondamenta romane poiché si ritiene che qui esistessero quattro mulini romani collegati da uno sbarramento che aiutava a controllare l'acqua e dirigerla verso i mulini.
Alcuni autori citano le origini dell'Albolafia già nel IX secolo all'epoca di Abd ar-Rahman II, che fu responsabile del miglioramento dei giardini dell'Alcázar e dell'approvvigionamento idrico della città. In particolare, lo scrittore del XVI secolo Ambrosio de Morales affermò che la ruota idraulica esisteva già all'inizio del IX secolo, ma non è chiaro quali prove avesse a sostegno di questa ipotesi. Fonti del X secolo menzionano l'esistenza di mulini ad acqua e anche lo storico marocchino Ibn Idhari nel 1306 affermò che una grande noria era stata costruita nel X secolo (presumibilmente durante il periodo di Abd ar-Rahman III).
Lo studioso del XX secolo Torres Balbás ha invece citato precedenti affermazioni di Lévi-Provenzal secondo cui la noria fu costruita nel 1136-37 da Tashfin, il governatore almoravide di Cordova durante il regno di Ali ibn Yusuf, e questa ipotesi è considerata una delle più plausibili. Ricardo Córdoba de la Llave, tuttavia, sostiene che le fonti storiche musulmane non sono chiare e che la muratura dell'edificio e delle vicine strutture medievali suggerisce che l'edificio attuale sia stato costruito nel XIV secolo, sebbene potesse esser stato ricostruito su una precedente noria islamica. La noria era chiaramente presente in alcuni sigilli del consiglio di Cordova del XIV secolo che raffigurano la riva del fiume della città insieme alla moschea-cattedrale.
Nel 1492 la ruota della noria venne smantellata per ordine della regina Isabella, che si lamentava del rumore che faceva mentre giaceva malata all'interno dell'Alcázar, ma è plausibile che la creazione di nuovi approvvigionamenti idrici l'avesse resa superflua. Nel XVI o XVII secolo la noria venne trasformata in un mulino che rimase operativo fino al XX secolo. Tra il 1904 e il 1910 venne costruita una diga intorno all'area del mulino per contenere le piene del fiume, comportando la demolizione di una parte dell'edificio storico del mulino e la demolizione di due dei tre archi restanti dell'acquedotto che trasportava l'acqua dalla ruota alla città.
Negli anni '60 l'architetto e studioso Felix Hernández Giménez venne incaricato dal consiglio comunale di restaurare la noria con una ricostruzione della sua ruota idraulica medievale. Nei decenni successivi la ruota in legno iniziò a deformarsi e tra il 1993 e il 1994 venne nuovamente sostituita con una replica esatta.